# 제노바-몽골 전쟁
제노바-몽골 전쟁은 제노바 공화국과 몽골 제국 및 그 후계 국가들 간에 13세기부터 15세기까지 벌어진 일련의 전쟁들을 일컫는 표현이다. 제노바는 13세기에는 몽골 제국과, 그 후에는 주로 킵차크 칸국 및 크림 칸국 등과 전쟁을 치렀다. 흑해 및 크림반도에 대한 상업적 통제와 정치적 영향력을 두고 벌어진 제노바-몽골 전쟁의 과정 속에서 제노바의 식민 도시들이 반복적으로 파괴되고 재건됐다가 15세기 후반 오스만 제국이 크림반도를 통제하면서 종결되었다. 한편 1340년대 중반에 오늘날의 페오도시야에 해당하는 카파에서 진행된 카파 공성전이 끝난 후 귀국한 제노바 병사들에 의해 유럽에서 흑사병 유행이 시작했다.